# 플레이스테이션: 디 오피셜 매거진
〈플레이스테이션: 디 오피셜 매거진〉(PlayStation: The Official Magazine)은 퓨처가 발행했던 미국의 잡지이며, 본사는 캘리포니아주 샌프란시스코에 위치했다. 1997년에 창간하여 2012년까지 총 13번 발행했다.